# フリーダム・ハウス
フリーダム・ハウス（Freedom House）は、アメリカ合衆国に本部を置く国際NGO団体である。同国としては初の世界規模で自由を守るために活動する組織として知られている。

## 概要
フリーダム・ハウスは1941年にナチス・ドイツに対抗して、自由と民主主義を監視する機関として設立された。
毎年193の国と地域に関して以下のレポート等を公開している。
- Freedom in the World：自由度や人権状況を表すレポート
- Freedom of the Press：報道の自由度を調査したレポート
- Freedom on the Net：インターネット上の自由度ランキング

「Freedom in the World」の指標は下記を基に評価し、政治的自由と国民的自由のカテゴリーを1から7の数字で表し、各国を自由・部分的に自由・自由がない国の三種類に分類している。
- 政治的自由：自由で公正な普通選挙、公職への立候補、政党への参加などを含む政治過程への参加の自由に関する事項
- 市民的自由：表現・信仰の自由・結社の自由、法の支配・個人の自律など

## Freedom in the World

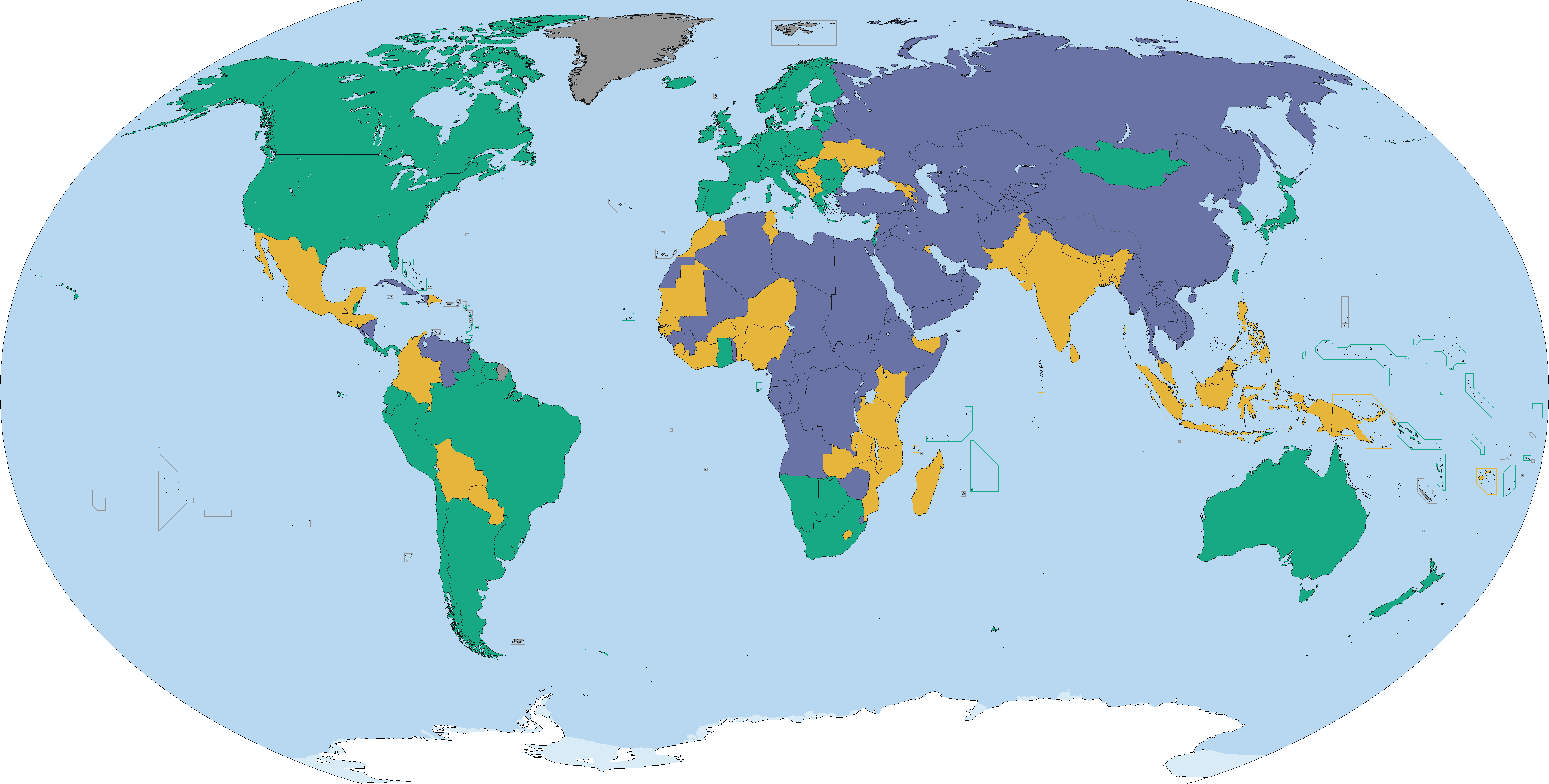
2021年度Freedom in the Worldによる独裁傾向の世界地図。
自由
半自由
非自由

### 2008年の報告
2006年に続いて2007年は世界各地で自由の後退があったと報告された。
政治的・国民的自由度が低いとされていた国で改善があまりみられず、より一層抑圧が強まったことが指摘された。
世界的な傾向として、ロシア・中国以外にも、資源が豊富な国がその資源で獲得した資金を悪用して独裁的政治制度の維持を強めていること、結社の自由の制限が強まっていること、上記の国やアフリカ諸国のように民主主義と見なされていても政府の法的管理・実効性などのガバナンスが弱い国が多いことを指摘している。

#### アジア地域
全体的に民族対立の台頭などにより民主主義の発展が妨げられていると懸念が示されている。
特に南アジアでは、バングラデシュやパキスタンでの選挙の延期・戒厳令の実施・メディアや結社の自由の規制など大きく後退したこと、スリランカでの紛争の悪化による人権侵害をあげられている。
東南アジアでもミャンマーのデモに対する強硬措置など状況が更に悪化、政治的暗殺の続くフィリピンやマレーシアでも後退があったと報告している。一方、軍によるクーデターで2007年の報告では自由がない国であるタイは選挙が実施されるなどによって、部分的自由の分類に改善したと評価された。
日本、韓国、インド、台湾、インドネシアは政治的・国民的に自由な国に分類されている。

### 2018年の報告
2018年1月に発表。100点満点を最も自由であるとする。
中国が14点、香港が59点と自由度評価が下がり、それぞれ「不自由」と「一部自由」のランクに分類された。
レポートでは、中国は2017年より1点減の点数で、国民の政治的自由度は劣悪な状態が続いていることと報告された。また中国がグローバル規模の検閲体制を確立して、オーストラリア・ニュージーランドなどの民主主義国家に対し、経済的手段などで悪影響を与えていることが指摘された。
また、香港の得点が2016年の63点2017年の61点よりも下落し、香港の調査を開始した2002年以降で最低を記録した。特に「政治的権利」の指標では、イラクやミャンマーなどと同レベルにまで下落した。
一方で、台湾は2017年よりも2点増の93点で、高い自由度で評価された。
日本は96点を獲得し、アジアで一番自由な国と評価された。他のアジアの主要な国では韓国84点、インドネシア64点、フィリピン62点、シンガポール52点、マレーシア45点、北朝鮮3点である。

## Freedom on the Net

### 2018年の報告
アメリカ6位、日本は南アフリカ等と同点で8位、韓国は20位である。